# Rainer Thomsen
Rainer Thomsen, geborener Rainer Gaul (* 9. März 1971 in Wilhelmshaven) ist ein deutscher Opernsänger (Tenor), Gesangspädagoge und Kirchenmusiker.

## Leben
Thomsen studierte Kirchenmusik, Musiktheorie und Klavier an der Hochschule für Musik und Theater Hamburg sowie Gesang an der Hochschule für Musik, Theater und Medien Hannover. Im Anschluss absolvierte er eine Ausbildung in funktionaler Stimmpädagogik.
Von August 2001 bis August 2003 war Thomsen als festes Ensemblemitglied am Stadttheater Bremerhaven engagiert. Er trat dort unter seinem Geburtsnamen „Rainer Gaul“ auf. Er sang dort Partien aus dem lyrischen Tenor-Fach und dem Bereich des Spieltenors. Sein Hausdebüt gab er im November 2001 mit der männlichen Hauptrolle des Symon in der Operette Der Bettelstudent. Er sang am Stadttheater Bremerhaven auf der Opernbühne u. a. Ferrando in Così fan tutte, Tamino in Die Zauberflöte, Fenton in Die Lustigen Weiber von Windsor, den Steuermann im Fliegenden Holländer und Hermann in Neues vom Tage.
Neben seinem Engagement am Stadttheater Bremerhaven hatte er Gastverträge am Stadttheater Flensburg, am Theater Nordhausen, an der Hamburger Kammeroper und am Theater Lüneburg. Mittlerweile ist er als freiberuflicher Konzert- und Opernsänger tätig. 
Seit August 2004 ist er Kantor und Organist der St.-Johannis-Kirche in Hamburg-Eppendorf. In seiner Position als Kantor war er mitverantwortlich für die Neuformierung des dortigen Kirchenchores. Seit 2010 ist er beim Rabine-Institut in Walheim als freier Mitarbeiter und Seminarleiter tätig. Weiterhin ist er für eine wöchentliche Stimmbildung in den Kantoreien der Hamburger Hauptkirchen St. Michaelis und St. Katharinen zuständig.

## Aufnahmen (Auswahl)
- Requiem von Wolfgang Amadeus Mozart und Missa De Angelis von Jürgen Essl. Mielke Bergfeld Musikproduktion (Konzertmitschnitt)
- Georg Philipp Telemann: Trauermusik für den Bürgermeister Daniel Stockfleth. Dreiklang Mobil Studio&Sound Service Hamburg